# Doddabyadigere, Belur
Doddabyadigere là một làng thuộc tehsil Belur, huyện Hassan, bang Karnataka, Ấn Độ.